# Deutsche Wissenschaft, Erziehung und Volksbildung
Deutsche Wissenschaft, Erziehung und Volksbildung war das Amtsblatt des Reichsministeriums für Wissenschaft, Erziehung und Volksbildung und der Unterrichtsverwaltungen der Länder.
Heft 1 des ersten Jahrgangs erschien am 5. Januar 1935 im Berliner Verlag Weidmannsche Buchhandlung. Als Erscheinungstermine wurden auf der Titelseite der 5. und 20. eines jeden Monats annonciert. Der amtliche Bezugspreis lag bei 0,65 RM. Ab Heft 7/1939 war der Verlag Franz Eher Nachfolger GmbH, der Zentralverlag der NSDAP, für den Titel verantwortlich.
Im elften Jahrgang erschien das Heft letztmals mit der Ausgabe vom 5. März 1945. Es handelte sich dabei um die Dreifachausgabe 3–5.